# Београдска улица (Париз)
Београдска улица (фр. Rue de Belgrade) париска је улица која се налази у 7. арондисману.

## Приступ
Београдска улица је „јавни простор” који се налази у 7. арондисману. Улица се простире од Бурдонове до Адриене Лекувреве улице.
Квартом пролази метро линија 4 (станица Војна школа) и РТП аутобус. 

## Назив
Улица је добила назив по главном граду Србије Београду, који је био главни град некадашње Југославије.

## Историја
Улица је названа деноминацијом од стране града Париза и део је Марсовог поља од 1907. године.